# Karate1 Premier League
La Karate1 Premier League est une compétition mondiale de karaté organisée chaque année depuis 2011. Elle compte, à partir de 2012, un total de neuf étapes au terme desquelles un classement international des karatékas est établi.

## WKF Ranking System
| Compétitions             | Année de création | Nombre d'étapes |
| ------------------------ | ----------------- | --------------- |
| Karate1 Premier League   | 2011              | 6               |
| Karate1 Series A         | 2017              | 3               |
| Karate1 Youth League     | 2018              | 3               |
| World Championship       | 1970              | 12              |
| Continental Championship | Various           | 6               |

## Compétitions

### Karate1 Premier League
| Compétitions | Étapes | Épreuves |
| ------------ | ------ | -------- |
| 2011         | 2      | 28       |
| 2012         | 8      | 110      |
| 2013         | 8      | 110      |
| 2014         | 8      | 111      |
| 2015         | 8      | 112      |
| 2016         | 11     | 152      |
| 2017         | 5      | 70       |
| 2018         | 7      | 98       |
| 2019         | 7      | 98       |

| Édition | Étape 1  | Étape 2   | Étape 3   | Étape 4   | Étape 5       | Étape 6   | Étape 7   | Étape 8   | Étape 9   | Étape 10 | Étape 11 | Épreuves |
| ------- | -------- | --------- | --------- | --------- | ------------- | --------- | --------- | --------- | --------- | -------- | -------- | -------- |
| 2011    | Istanbul | Salzbourg |           |           |               |           |           |           |           |          |          | 28       |
| 2012    | Paris {  | Dordrecht | Jakarta   | Pusan     | Istanbul      | Hanau     | Athènes   | Salzbourg |           |          |          | 110      |
| 2013    | Istanbul | Hanau     | Salzbourg | Paris     | Dordrecht     | Laško     | Tioumen   | Jakarta   |           |          |          | 110      |
| 2014    | Paris    | Almere    | Laško     | Jakarta   | Okinawa       | Istanbul  | Hanau     | Salzbourg |           |          |          | 111      |
| 2015    | Paris    | Almere    | El Sheikh | São Paulo | Istanbul      | Cobourg   | Salzbourg | Okinawa   |           |          |          | 112      |
| 2016    | Paris    | El Sheikh | Laško     | Rotterdam | Dubai         | Salzbourg | Rabat     | Istanbul  | Fortaleza | Hambourg | Okinawa  | 152      |
| 2017    | Paris    | Rotterdam | Dubai     | Rabat     | Halle/Leipzig |           |           |           |           |          |          | 70       |
| 2018    | Paris    | Dubai     | Rotterdam | Rabat     | Istanbul      | Berlin    | Tokyo     |           |           |          |          | 98       |
| 2019    | Paris    | Dubai     | Rabat     | Shanghai  | Tokyo         | Moscou    | Madrid    |           |           |          |          | 98       |

### Karate1 Series A
| Compétitions | Étapes | Épreuves |
| ------------ | ------ | -------- |
| 2017         | 4      | 56       |
| 2018         | 4      | 56       |
| 2019         | 4      | 56       |

| Édition | Étape 1      | Étape 2    | Étape 3   | Étape 4   | Épreuves |
| ------- | ------------ | ---------- | --------- | --------- | -------- |
| 2017    | Tolède       | Istanbul   | Salzbourg | Okinawa   | 56       |
| 2018    | Guadalajara. | Salzbourg. | Santiago. | Shanghai. | 56       |
| 2019    | Salzbourg    | Istanbul   | Montréal  | Santiago  | 56       |

### Karate1 Youth League
| Compétitions | Étapes | Épreuves |
| ------------ | ------ | -------- |
| 2018         | 4      | 124      |
| 2019 .       | 4      | 124      |

| Édition | Étape 1  | Étape 2 | Étape 3 | Étape 4 | Épreuves |
| ------- | -------- | ------- | ------- | ------- | -------- |
| 2018    | Sofia    | Umag    | Cancún  | Caorle  | 124      |
| 2019    | Limassol | Umag    | Cancún  | Caorle  | 124      |

### WKF Training Camp & Karate1 Youth Cup
| Compétitions             | Étapes   | Épreuves |
| ------------------------ | -------- | -------- |
| 2008 Karate1 Youth Cup   | Chalcis  |          |
| 2009 Karate1 Youth Cup   | Chalcis  |          |
| 2010 Karate1 Youth Cup   | Corfou   |          |
| 2011 Karate1 Youth Cup   | Loutráki |          |
| 2012 Karate1 Youth Cup . | Corfou   |          |
| 2013 Karate1 Youth Cup   |          |          |
| Salzbourg                |          |          |
| 2014 Karate1 Youth Cup   | Umag     |          |
| 2015 Karate1 Youth Cup , | Umag     | 66       |
| 2016 Karate1 Youth Cup   | Umag     | 87       |
| 2017 Karate1 Youth Cup   | Umag     | 111      |
| 2018 Karate1 Youth Cup,  | Umag     | 37       |
| 2019 Karate1 Youth Cup   | Umag     |          |